# CA 27.29
CA 27.29 – antygen będący markerem nowotworowym znajdujący zastosowanie w monitorowaniu leczenia raka piersi. Jest to mucynopodobna glikoproteina kodowana przez gen MUC-1, którego produkty ulegają różnej glikozylacji, co skutkuje powstawaniem odmiennych antygenów. Kliniczne znaczenie mają z nich CA 15-3, CA 27.29 i CA 549.

## Zastosowanie
Marker znalazł zastosowanie w monitorowaniu nawrotu raka piersi oraz monitorowaniu odpowiedzi na leczenie. Wzrost jego stężenia przemawia za nawrotem choroby. U około jednej trzeciej chorych stężenie markera jest podwyższone już we wczesnym raku piersi (stadium I i II) i około dwóch trzecich chorych w zaawansowanym stadium (stadium III i IV). Wykazuje stosunkowo wysoką czułość i swoistość w wykrywaniu przerzutów. CA 27.29 może być przydatny w ocenie odpowiedzi na leczenie.